# Psychoda pellucida
Psychoda pellucida és una espècie d'insecte dípter pertanyent a la família dels psicòdids.

## Descripció
- La placa subgenital de la femella té, si fa no fa, forma d'"Y" i una tija gruixuda.
- El mascle fa 0,7 mm de llargària a les antenes, mentre que les ales, amples i sense taques als extrems de la nervadura, li mesuren 1 de longitud i 0,4 d'amplada.
- Les antenes tenen 15 segments (el núm. 14 parcialment fusionat amb el 13).[4][5]

## Distribució geogràfica
Es troba a Borneo, Taiwan, Malàisia, les illes Filipines (Luzon, Negros i Mindanao) i Nova Guinea.